# Max von Loewenstein zu Loewenstein
Max Karl Otto Heinrich Josias von Loewenstein zu Loewenstein (* 6. November 1870 in Hofgeismar; † 22. Februar 1949 in Marburg) war ein deutscher Beamter. Er war unter anderem Landrat des Kreises Marburg.

## Leben
Max von Loewenstein zu Loewenstein war der Sohn des königlich preußischen Majors Otto von Loewenstein zu Loewenstein und dessen Ehefrau Emma, geborene von Dehn-Rotfelser. Er heiratete am 6. November 1870 in Hofgeismar Magda, geborene Andres (* 1. November 1882 in Kirn).
Von Loewenstein zu Loewenstein besuchte das Gymnasium in Marburg und studierte nach dem Abitur an der Universität Marburg Rechtswissenschaften. Im Juli 1894 wurde er Gerichtsreferendar. Nach dem Referendariat am Landgericht und bei der Staatsanwaltschaft Marburg und bei der Regierung Trier wurde er im Juli 1898 Regierungsassessor am Landratsamt in Bad Kreuznach, bevor er 1903 zum Regierungsbezirk Liegnitz versetzt wurde.
Am 27. April 1905 wurde er zum Landrat im Landkreis Löwenberg in Schlesien ernannt. Am 8. Mai 1911 wurde er zunächst kommissarisch und ab dem 1. Dezember 1912 definitiv Landrat im Kreis Marburg. Nach Vorwürfen (es ging um die Verteilung von Schuhen) schied er auf eigenen Wunsch als Landrat aus und wurde am 12. Februar 1924 zum Regierungsrat an der Regierung Erfurt ernannt. Dort wurde er 1926 Oberregierungsrat und 1933 Regierungsdirektor. Am 1. April 1936 trat er in den Ruhestand.
Er war Leutnant der Landwehr-Feldartillerie und Ehrenritter des Johanniterordens.